# Црква Свете Тројице (Бољанић)
Црква Свете Тројице у Бољанићу православни је храм који припада Епархији зворничко-тузланској Српске православне цркве (СПЦ). Налази се у Бољанићу, Добој, у Републици Српској, Босна и Херцеговина. Градња храма почела је 1897. године, а освештан је  21. септембра 1905. године.

## Историја
Храм је освештао 21. септембра 1905. године митрополит зворничко-тузлански Григорије Живковић. Парохијске матичне књиге воде се од 1936. године (недостају подаци од 1941. до 1947. године). Храм је обновљен 2010. године.

## Унутрашњост храма
Иконостас од боровог дрвета донесен је из манастира Озрена. Иконе на иконостасу живописао је Никола Димшић из Новог Сада 1895. године.